# آخر رجل على الأرض (فلم)
آخر رجل على الأرض (بالإنجليزية: The Last Man on Earth؛ بالإيطالية: L'ultimo uomo della Terra) فيلم رعب وخيال علمي أنتج عام 1964 وهو مستند على رواية أنا أسطورة بقلم ريتشارد ماثيسون والتي صدرت عام 1954. الفيلم من إخراج أوبالدو راغونا وسيدني سالكو، وهو من بطولة فينسنت برايس. وقام ماثيسون بكتابة جزء من النص، لكنه استاء من النتيجة واختار أن يوضع في المقدمة باسم مستعار هو «لوغان سوانسون». ومن بين الكتاب الآخرين وليام ليستر، فوريو مونيتي، وأوبالدو راغونا.
صور الفيلم في روما، وصورت بعض اللقطات في معرض روما العالمي. وأصدر على المسارح في الولايات المتحدة عن طريق شركة أميركان إنترناشيونال بيكشرز، ومنذ ذلك الحين أصبح تحت إطار الملكية العامة. وقامت إم جي إم، المالكة الحالية لشركة أميريكان إنترناشنال، بإصدار نسخة مجددة إلكترونيا وبشاشة عريضة على دي في دي في سبتمبر 2005.

## القصة
في عام 1968، يعيش الدكتور روبرت مورغان (برايس) كل أيامه مثل بعضها: يستيقظ، يجمع أسلحته وبعد ذلك يذهب لصيد مصاصي الدماء. يعيش مورغان في عالم يصاب فيه الناس بطاعون حولهم إلى مصاصي دماء أحياء أموات لا يمكنهم تحمل نور الشمس، ويخافون المرايا، ويصدهم الثوم. وهم سيقتلون مورغان إذا ما تمكنوا منه، لكن لحسن حظه فهم ضعفاء جسديا وعقليا. في الليل، يقفل مورغان على نفسه داخل بيته؛ وفي النهار، يقتل من مصاصي الدماء بقدر ما أمكنه ويحرق جثثهم.
يتذكر مورغان حياته قبل ثلاث سنوات، عندما وقعت زوجت وابنته فريسة الوباء، قبل ينتشر الخبر بين الناس بأن الموتى يعودون إلى الحياة. وبدلا من أن يأخذ زوجته إلى نفس حفرة الحرق التي استعملت للتخلص من جثة ابنته، يقوم مورغان بدفنها بدون معرفة السلطات. عندما عادت زوجته إلى بيته وهاجمته، أدرك مورغان أنه يجب قتل ضحايا الطاعون بوتد خشبي. وافترض مورغان بأنه محصن ضد البكتيريا لأن وطواطا مصابا عضه عندما كان في بنما، والذي أدخل الوباء بشكل مخفف داخل دمه.
في إحدى الأيام ظهر كلب في الحي. لاحق مورغان الكلب لكنه لم يمسكه. في وقت لاحق، ظهر الكلب على عتبة مورغان وهو مجروح. أخذ مورغان الكلب إلى بيته وعالج جروحه، وكان يتطلع إلى رفقة صديق للمرة الأولى منذ ثلاث سنوات. لكنه اكتشف أن الكلب أيضا أصبح مصابا بالمرض. قام مورغان لاحقا بدفن الكلب بعد قتله بوتد خشبي.
لاحظ مورغان امرأة من بعيد بينما كان يقوم بجولاته اليومية. تفزع المرأة (واسمها روث) من مورغان في الوهلة الأولى، وتهرب منه. يقنعها مورغان بالعودة معه إلى بيته، لكنه يرتاب منها. تصاب روث بالغثيان عندما يلوح مورغان الثوم في وجهها، لكن تدعي بأن معدتها ضعيفة.
شك مورغان في أن روث مصابة حتى تأكد من ذلك عندما اكتشف أنها تحاول حقن نفسها بمزيج من الدم واللقاح لإيقاف المرض. شهرت روث مسدسا على وجه مورغان في البداية، لكن سلمته له. ثم تخبره روث بأنها جزء من مجموعة أناس مثلها — مصابون لكنهم تحت العلاج — وأرسلت للتجسس على مورغان. يسمح اللقاح للمصابين بعيش حياتهم بشكل طبيعي عندما يكون العقار في مجرى الدم، لكن عندما يزول مفعوله، تسيطر العدوى على الجسم ثانية. أوضحت روث بأن شعبها يخطط لإعادة بناء المجتمع في الوقت الذي يقتلون فيه مصاصي الدماء الباقين، والعديد من مصاصي الدماء الذين قتلهم مورغان كانوا على قيد الحياة.
قام مورغان بنقل دمه إلى جسد روث عندما كانت نائمة. شفيت روث على الفور، ورأى مورغان الأمل ما زال أمامه لمعالجة بقية شعبها. ولكن في وقت لاحق هجم عليه شعب روث. وأخذ مورغان البندقية وهرب من بيته بينما قام المهاجمون بقتل مصاصي الدماء الذين اجتمعوا حول بيت مورغان.
يكتشف شعب روث مورغان ويقومون بمطاردته. يتبادل إطلاق النار معهم، ويلتقط قنابل الغاز المسيل للدموع من مستودع سلاح في مركز للشرطة على الطريق. يتمكن مورغان من تأخير المطاردين بالغاز لفترة من الوقت، لكنه يصاب بطلق ناري ويهرب إلى إحدى الكنائس. على الرغم من مطالبة روث ليتركوا مورغان حيا، فقد تمكنوا أخيرا ضربه برمح على المذبح. وصف مورغان المطاردين بأنهم مسوخ وهو يلفظ آخر أنفاسه، وقال بأنه آخر رجل حقيقي على الأرض.

## رد فعل النقاد
بالرغم من أن الفيلم لم يعتبر ناجحا عند إصداره، فقد اكتسب لاحقا شعبيته كأحد الأفلام الكلاسيكية من هذا الصنف. وحتى نوفمبر 2011، حاز الفيلم على تقدير 73% على موقع الطماطم الفاسدة. ووصفه فيل هول على فيلم ثريت بأنه «أفضل أفلام فينسنت برايس». كما قال دانيل جريفين، «المخرجان سيدني سالكو وأوبالدو راغونا والنجم فينسنت برايس (الذي قدم أداء بسيطا ومحزنا) كانوا قادرين على استحضار بعض الرعب الأصيل هنا، بشكل رئيسي في استعمال الصور بالأسود والأبيض والصيغة التوكيدية للفيلم» ومنح الفيلم ثلاثة نجوم ونصف من أربعة.
بين أقل المراجعات تفضيلا، أحس ستيف بيودروفسكي من مجلة سينيفانتاستيك أن الفيلم «قد تعرقل بسبب ميزانيته المنخفضة للغاية والدبلجة التي وضعت بعد الإنتاج بشكل سيئ والتي خلقت إحساسا بعدم حرفية الطاقم، وأضعفت قوة القصة»، بينما أشار جوناثان روزنباوم في شيكاغو ريدر، «يعتبر البعض هذه النسخة أفضل من نسخة العام 1971 رجل أوميغا من تمثيل تشارلتون هستون، لكنه ليس بالإنجاز الكبير».
بين صناع الفيلم، كانت للفيلم معزة خاصة لدى برايس وشعر بأنه كان أفضل من فيلم رجل أوميغا. شارك ريتشارد ماثيسون في كتابة النص السينمائي، لكنه لم يعجب بالنتيجة. ولكي يستلم الدخل المتبقي من الفيلم، كان لزاما عليه أن يضع اسمه في الفيلم، لذا استعمل اسم «لوغان سوانسون» وهو جمع بين اسم أم زوجته قبل الزواج واسم أمه قبل الزواج. أشار ماثيسون، «خاب أملي في فيلم آخر رجل على الأرض، بالرغم من أنه تبع قصتي تقريبا. أعتقد أن فينسنت برايس، الذي أحببته كل فيلم كتبته له، لم يكن ملائما للدور. أحسست أيضا أن الإخراج كان سيئا. أنا فقط لم أهتم به».
أقر جورج روميرو بأنه استلهم من آخر رجل على الأرض في فيلمه ليلة الأموات الأحياء، وأشار بأنه «سرقها أساسا من رواية ريتشارد ماثيسون المسماة أنا أسطورة». أشار العديد من النقاد بأن الفيلم كان مصدر إلهام لفيلم ليلة الأموات الأحياء.

## الاختلافات عن الرواية
بطل الرواية يدعى روبرت نيفيل، ليس روبرت مورغان. وغيّر الفيلم مهنة البطل أيضا من عامل مصنع إلى عالم. مصاصو الدماء في الفيلم يشبهون الزومبي تقريبا، بينما في الكتاب، فهم سريعون وقادرون على الركض والتسلق. الكلب الذي يظهر على عتبة نيفيل كان مطيعا في الرواية. وعلاقته مع روث مختلفة أيضا بعض الشيء عن الرواية، حيث لم يقم بنقل دمه إليها؛ أما العلاج فلم يكن ممكنا، حتى عندما كان نيفيل يتمنى أن يعثر عليه. تهرب روث بعد أن يكتشف نيفيل أنها مصابة. ولم يؤسر حتى أشهر قادمة، ورغم ذلك فبالكاد يقاوم مصاصي الدماء. ينتهي الكتاب قبل إعدام نيفيل بقليل: تعود روث لإعطائه حبوب الانتحار، ويرى سخرية القدر بأنه أصبح أسطورة في عالم مصاصي الدماء الجديد، كما كانوا هم أسطورة في عالمه (ومنها أتى العنوان). تشير الرواية ضمنا إلى أن طاعون مصاصي الدماء نتج من مرض حيوي. أصل المرض لم يوضح في الفيلم، وتم تعديله في الاقتباسات اللاحقة.

## الإنتاج
اشترى المنتج أنطوني هيندز حقوق رواية ماثيسون عن طريق شركة هامر للإنتاج. كتب ماثيسون النص ولكن الرقابة البريطانية لن تسمح بإنتاجه فباع هيندز النص إلى روبرت ليبرت. وقال ليبرت لماثيسون في البداية أن فريتز لانغ هو المخرج لكن في نهاية المطاف تم اختيار سيدني سالكو. ولتوفير المال تم تصوير الفيلم في إيطاليا مع طاقم وممثلين أغلبهم إيطاليين.

## الأدوار
- فينسنت برايس – د. روبرت مورغان
- فرانكا بيتويا – روث كولينز
- إيما دانييلي – فرجينيا مورغان
- جاكومو روسي ستيوارت – بين كورتمان
- أموبرتو راو – د. ميرسر
- كريستي كورتلاند – كاثي مورغان
- أنطونيو كوريفي – الحاكم
- إيتوري ريبوتا – مراسل التلفزيون
- رزلاندو دي روسي
- كارولين دي فونسيكا دبلجت دور روث كولينز في الإصدار الإنكليزي من الفيلم، لكن لم يوضع اسمها في الفيلم..
- جوزيبي ماتي – قائد الناجين، لم يتم إدراج اسمه في الفيلم أيضا.

## وصلات خارجية
- آخر رجل على الأرض متوفر للتحميل المجاني على أرشيف الإنترنت
- مقالات تستعمل روابط فنية بلا صلة مع ويكي بيانات
- تسجيل صوتي للفيلم (الجزء الأول) (الجزء الثاني) على أرشيف الإنترنت.
- تقييم الفيلم على سيني فانتاستيك
- آخر رجل على الأرض على لايف ستريم